# Re:pray/寂しくて眠れない夜は
「Re:pray／寂しくて眠れない夜は」（リプレイ／さみしくてねむれないよるは）は、Aimerの2枚目のシングル。2011年12月14日にDefSTAR RECORDSから発売された。

## 概要
前作同様に3曲入りコンセプトシングル。
表題曲「Re:pray」はテレビアニメ『BLEACH』のエンディングテーマになっており、受け入れなければならない“別れ”をテーマに描かれた曲である。なおこの曲は、2010年に開催されたレコチョクの新人発掘オーディション「レコチョクオーディション」の最終審査にて、ファイナリストが歌唱した審査対象曲「pray」を原曲としている。
レディー・ガガ「Poker Face」のカバーは、アルバム『Your favorite things』から収録。
アートワークが、ヨーロッパ最大規模の写真コンペ「PX3」の音楽部門で銀賞を受賞。
初回仕様限定盤は星屑トレイ仕様・BLEACH&Aimer 2012ポスターカレンダーが封入されている。

## 収録曲
1. Re:pray (5:05)
作詞：Jane Su、玉井健二　作曲：矢田亨　編曲：田中隼人
2. 寂しくて眠れない夜は (5:23)
作詞：aimerrhythm　作曲・編曲：飛内将大
3. Poker Face (4:14)
作詞・作曲：レディー・ガガ、RedOne　編曲：古川貴浩

## 参加ミュージシャン
- 田中隼人 - キーボード（M1）
- 飛内将大、釣俊輔 - プログラミングと楽器演奏（M2）
- 古川貴浩- プログラミングと楽器演奏（M3）

## 制作クレジット
- エグゼクティブ・プロデューサー - 小林和之、玉田勝吾、玉井健二
- Directed & Organized - 鳥巣亮太、森岡英貴 (agehasprings)
- レコーディング・エンジニア - 熊坂敏 (M-1, 2)、森真樹 (M-1, 3)
- ミキシング・エンジニア - 熊坂敏 (M-1, 2)、森真樹 (M-3)
- マスタリング・エンジニア - 茅根裕司
- アート・ディレクション＆デザイン - 松田剛
- フォトグラファー - 加藤アラタ
- スタイリスト - さくらいかおり
- ヘアメイクアーティスト - 大西あけみ

## リリース日一覧
| 地域 | リリース日     | レーベル        | 規格                   | カタログ番号  | 備考                |
| ---- | -------------- | --------------- | ---------------------- | ------------- | ------------------- |
| 日本 | 2011年12月14日 | DefSTAR RECORDS | 12cmCD                 | DFCL 1821     | STEREO              |
| 日本 | 2011年12月14日 | DefSTAR RECORDS | デジタル・ダウンロード | 30227426      | レコチョク          |
| 日本 | 2012年11月7日  | DefSTAR RECORDS | デジタル・ダウンロード | 576299337     | iTunes Store        |
| 日本 | 2012年12月20日 | DefSTAR RECORDS | デジタル・ダウンロード | 4562104049959 | mora AAC-LC 320kbps |
| 日本 | 2014年4月1日   | DefSTAR RECORDS | デジタル・ダウンロード | 30227426      | レコチョク          |
| 日本 | 2014年4月1日   | DefSTAR RECORDS | デジタル・ダウンロード | 4562104049959 | mora AAC-LC 320kbps |

## タイアップ
| 曲名                     | タイアップ                                                     |
| ------------------------ | -------------------------------------------------------------- |
| 「Re:pray」              | テレビ東京系アニメ『BLEACH』エンディングテーマ                 |
| 「Re:pray」              | WOWOWのPV番組『MUSIC BREAK』1月度パワープレイ                  |
| 「寂しくて眠れない夜は」 | 関西テレビ放送『ミュージャック』2011年11月度エンディングテーマ |
| 「寂しくて眠れない夜は」 | 中京テレビ放送『PS』2011年11月度エンディングテーマ             |
| 「寂しくて眠れない夜は」 | 九州朝日放送『気ままにLB』2011年12月度エンディングテーマ       |